# فرانکو ماستتو
فرانکو ماستتو (انگلیسی: Franco Masetto؛ زادهٔ ۱۰ ژوئیهٔ ۱۹۴۲) بازیکن فوتبال اهل ایتالیا است.
از باشگاه‌هایی که در آن بازی کرده‌است می‌توان به باشگاه فوتبال کالیاری، باشگاه فوتبال اینتر میلان، باشگاه فوتبال آسکولی، و باشگاه فوتبال چزنا اشاره کرد.